# دانيال مينه
دانيال مينه (9 ديسمبر 1980 بكانتون سانتا آنا في الإكوادور - ) هو لاعب كرة قدم إكوادوري في مركز الوسط. لعب مع برشلونة جواياكويل وسوسيداد ديبورتيفو كيتو وديبورتيفو كوينكا ونادي ماكارا ونادي أولميدو وC.D. Técnico Universitario ‏ ونادي أوداز أوكتبرينو.

## وصلات خارجية
- دانيال مينه على موقع قاعدة بيانات كرة القدم.إي يو (الإنجليزية)